# Теория балок Эйлера — Бернулли
Теория балок Эйлера — Бернулли (также классическая теория балки) — это упрощенная модель в линейной теории упругости, которая позволяет рассчитать несущую способность и изгиб балок. Она применима в случае небольших деформаций балок, находящихся под действием поперечных нагрузок. Таким образом, это частный случай теории балки Тимошенко, в котором не учитываются деформации сдвига и применима для тонких балок. Впервые эта теория была сформулирована около 1750 года, однако использовалась в большом масштабе до начала строительства Эйфелевой башни в конце 19 века. После этих успешных демонстраций теория балок Эйлера — Бернулли быстро стала краеугольным камнем инженерии и инструментом реализации второй промышленной революции.
После этого были дополнительно разработаны другие инструменты анализа, такие как теория пластин и анализ методом конечных элементов, но простота классической теории балки делает её важным инструментом в науке, особенно в проектировании сооружений и машиностроении.